# ژالکه حسین
ژالکه حسین، روستایی از توابع بخش مرکزی شهرستان دالاهو استان کرمانشاه در ایران است.

## جمعیت
این روستا در دهستان بان‌زرده قرار داشته و بر اساس سرشماری سال ۱۳۸۵ جمعیت آن (۴۱خانوار) ۱۷۹نفر بوده است.

## منبع
1. ↑  درگاه ملی آمار